# Schloss Neuscharfenberg

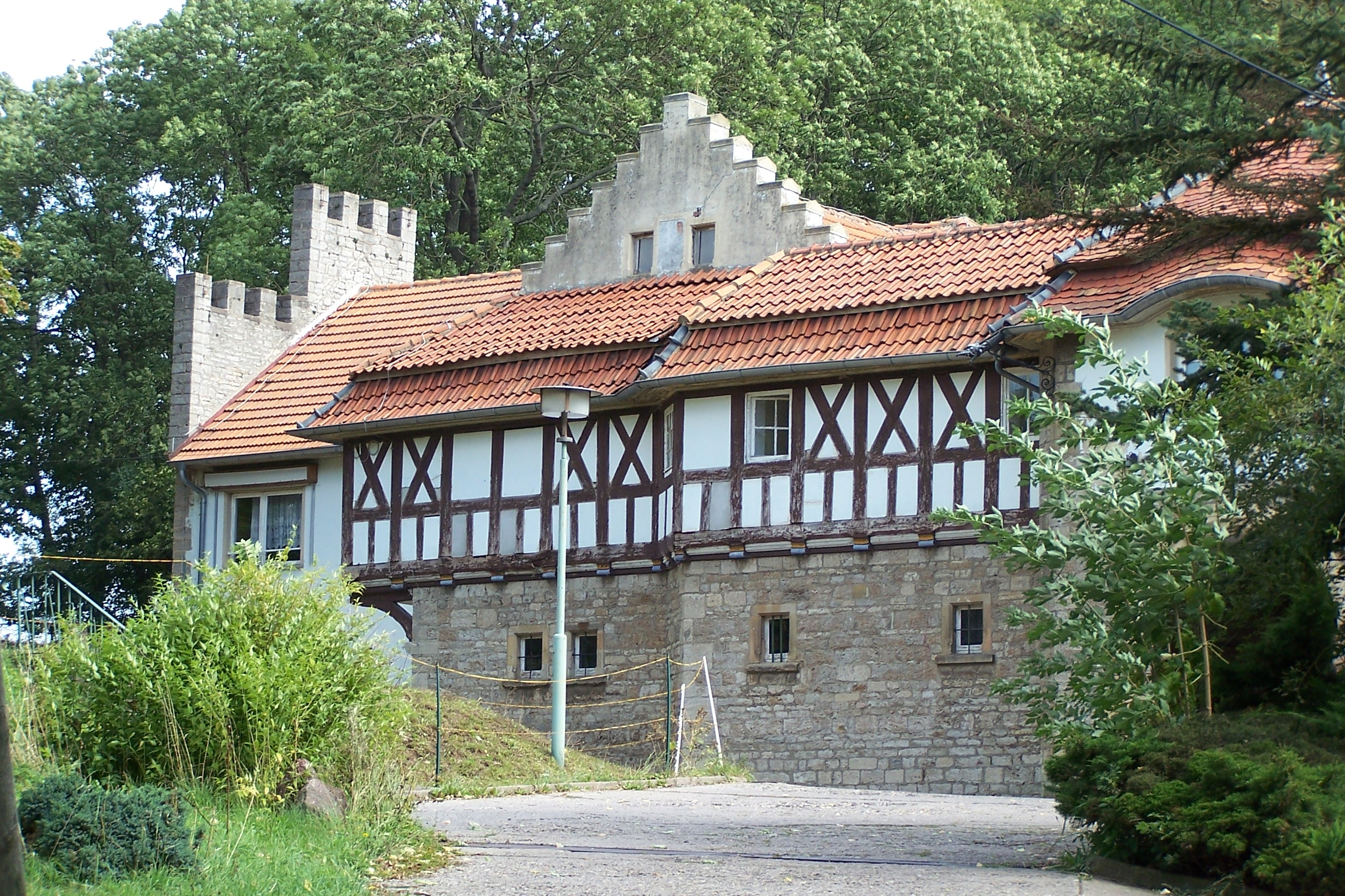
Teilansicht von Westen (2012)

Das Schloss Neuscharfenberg ist ein Schloss in Wenigenlupnitz, einem Ortsteil der Gemeinde Hörselberg-Hainich im Wartburgkreis. Es befindet sich am Ostrand und erhebt sich auf dem Hochufer der Nesse. Das Schloss ist ein geschütztes Baudenkmal und dient heute als Wohnheim der Diakonie.

## Geschichte

### Die Herren von Lupnitz und von Erffa
Als erster namentlich bekannter Herr über Wenigenlupnitz wird Hermann von Lupnitz 1224–1268 genannt, er gehörte dem Dienstadel des Klosters Fulda an. Ein Verwandter Conrad von Lupnitz war seit 1279 Ratsherr in Eisenach, das Geschlecht erlosch mit einem Conrad von Lupnitz, der 1440 in Berka/Werra wohnte.
Zu den zahlreichen Landadelsgeschlechtern, die an das Kloster Fulda durch Lehensverträge in Westthüringen gebunden waren, gehörten im 13. Jahrhundert auch die Herren von Erffa. Ihr Hauptsitz  war die Wasserburg Erffa, sie lag etwa 10 Kilometer östlich von Wenigenlupnitz im heutigen Ort Friedrichswerth, am rechten Ufer der Nesse. Die 1357 an Hartung von Erffa übergebenen Güter in Wenigenlupnitz erhielt dieser zunächst in seiner Funktion als Klostervogt für die Lupnitzorte übergeben. Im Lupnitzer Gebiet waren jedoch auch das Eisenacher Nikolaikloster und ab 1414 das Eisenacher Kartäuserkloster mit umfangreichen Besitz und Rechten vertreten. Die erffaischen Güter in Wenigenlupnitz bestanden aus einer an der Nesse gelegenen Wasserburg, welche ihnen die Herren von Lupnitz bereits früher verkauft hatten, sowie Ländereien und Teichen.

### Die Herren von Farnroda und von Uetterodt

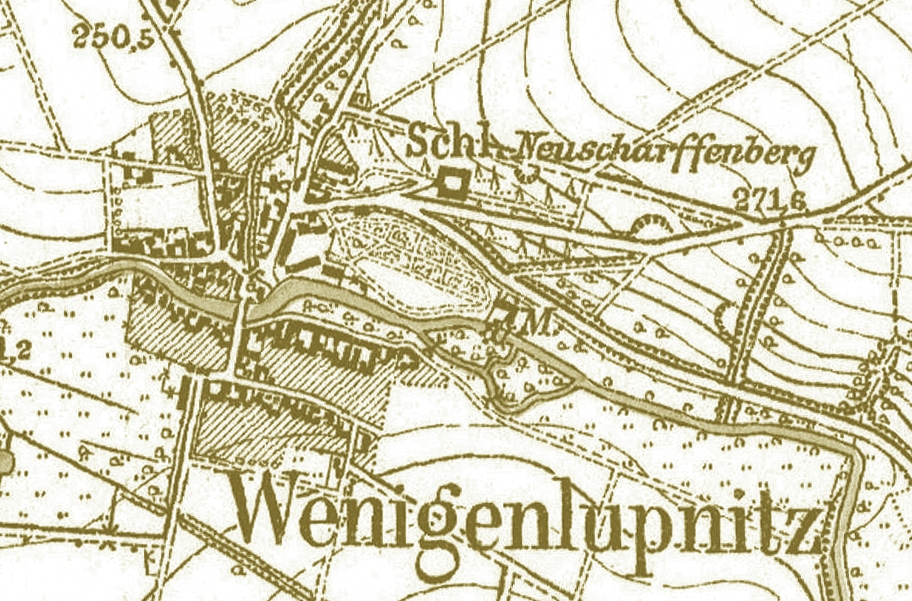
Ausschnitt einer topographischen Karte von 1880 mit der Ortslage von Wenigenlupnitz, dem Gutshof, der Kirche und dem Schlossareal

Mit Zustimmung des Klosters Fulda erwarben die Brüder Dietrich und Hans von Farnroda 1493 die erffaischen Besitzungen und Rechte. Eine Schwester der Farnrodaer wurde  die Gemahlin des Andreas Friedrich von Uetterodt. Die Familie hatte 1442 die Scharfenburg und zugehörige Orte gekauft, doch 1446 verwüstete der Sächsische Bruderkrieg auch diese Besitzungen, die Scharfenburg wurde belagert und war danach eine Ruine, daher errichtete man in der Ortslage ein „Festes Haus“ als neuen Wohnsitz. Die uetterodtsche Familie teilte ihre Besitzungen, der von Andreas Friedrich von Uetterodt begründeter Zweig übernahm die im Nessetal durch Heirat erworbenen Besitzungen um Wenigenlupnitz und Melborn.
Die am rechten Nesseufer errichtete Wasserburg wurde vermutlich um 1596 zum Wohnschloss umgebaut. Neben dem Schloss bestand ein Gebäudekomplex als Vorwerk auf dem Kindel – der spätere Künkelhof – und das beim Schloss gelegene Gut.
Unter Wolf Sigismund II. von Uetterodt zerstörte ein Großbrand im Jahr 1795 das Schloss, das benachbarte Gut und die Hälfte des Ortes Wenigenlupnitz. Bis zu seinem Tod am 26. März 1821 gelang es ihm  die uetterodtschen Besitzungen wieder zu vereinen.
Sein Sohn, Graf Wolf Sigismund war im hessischen Militärdienst erfolgreich und wurde ein Ritter des Johanniterordens. Er hatte seinen Lebensmittelpunkt in Darmstadt und begann 1846 das heutige Schloss in Wenigenlupnitz zu errichten. Dieses wurde jedoch im Hang oberhalb der ehemaligen Wasserburg errichtet, man verwendete sicher auch einige brauchbare Bauteile der Brandruine. Der Neubau erhielt den Namen Neuscharffenberg – ein Beleg für die noch enge Bindung an Thal.

### Das Schloss im 19. Jahrhundert
Das im „altdeutschen Stil“ errichtete Wohnschloss, zuletzt unter der Leitung des Architekten und Baurates Eberhardt wurde bis auf den bereits im Bau befindlichen Turm vollendet.
Der Eisenacher Gymnasiallehrer und Historiker Prof. Rein hatte oft Gelegenheit den auch als Antiquitätensammler und Genealogen bekannten Grafen in seinem Schloss aufzusuchen. Er beschreibt das Innere des Schlosses in einem Albumblatt:

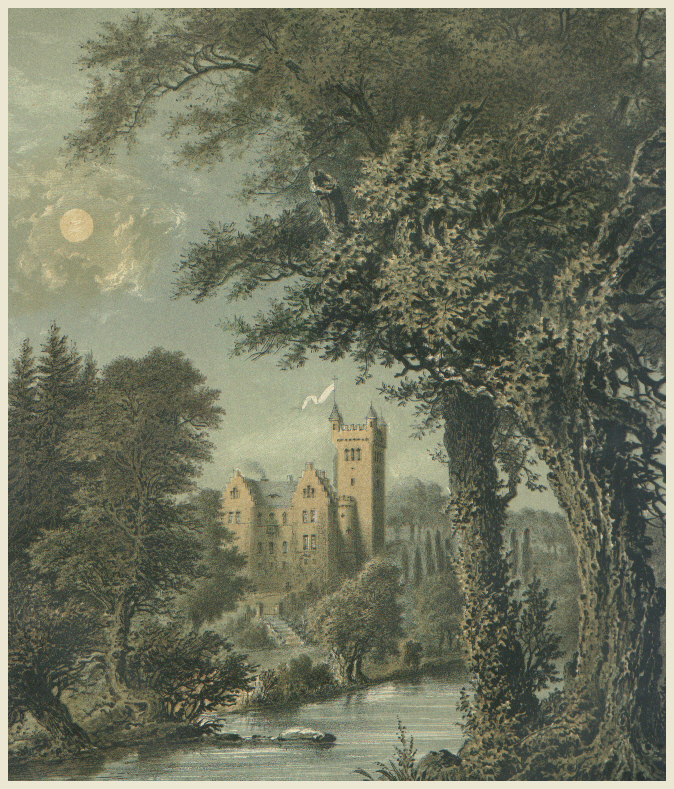
Blatt «Schloss Neuscharffenberg» im Album der Residenzen, Schlösser und Rittergüter Thüringens (1858)

Von den geräumigen und verschiedenen häuslichen Zwecken dienenden Souterrains des Hauptbaues führt eine breite luftige Wendeltreppe, deren Wände mit Hirschgeweihen verziert sind, durch die verschiedenen Stockwerke. Das mittlere enthält den nach Projecten von Pose in Düsseldorf mit dunkeim Eichengetäfel und schöner Architekturmalerei geschmückten Rittersaal, welcher mit mittelalterlichen Waffen, einem reichen Kredenztisch u. s. w. trefflich ausgestattet ist. Links schließt sich das Empfangszimmer an, dessen Schmuck mehre Statuetten, Gemälde und ein alter von den Familien v. Farnroda und Uetterodt ursprünglich der Kirche von Melborn geweihter, neuerdings wiedererworbener Heiligenschrein bilden, rechts aber das Schlafund das Arbeitszimmer. In der Bibliothek finden sich außer historischen, staatswissenschaftlichen und belletristischen Büchern eine ausgewählte Sammlung neuer Pracht- und Kupferwerke, sowie eine beträchtliche Anzahl von Urkunden, Regesten, Siegeln, Wappen und Grabmalcopien, namentlich in Beziehung auf thüringische Geschlechter, deren Geschichte der Besitzer zu schreiben begonnen hat. In dem obern Stocke gruppieren sich die Wohnzimmer um den Banketsaal, mit Familienportraits und Landschaftsgemälden geschmückt. Von den Giebelzimmern und der Platte des Thurms bietet sich nach Westen und Osten eine ausgedehnte Aussicht auf das liebliche baum- und wiesenreiche Nessetal dar. Zu den Füssen breitet sich der von Hermann Jäger in Eisenach angelegte geschmackvolle Park mit seinen reichen Baumgruppen, weiten Rasenplätzen und mannichfaltigen Blumenpartien aus. Von hier aus ist beiliegende Ansicht aufgenommen worden. Nach Süden sind die pittoresken Formen des Hörselbergs vorgelagert, welche die Fernsicht verschließen, aber mit ihren zaubervollen Erinnerungen und den herüberklingenden Tannhäusermelodien die Phantasie in bunte Träume wiegen.

### Die Zeit der Barone
Der letzte Graf Ludwig Wolff von Uetterodt verstarb am 2. Juli 1900 in Wenigenlupnitz. Weil Erben fehlten wurde der Besitz verkauft und gelangte
- 1900 an eine Berliner Baugesellschaft,
- 1902 an die Familie Oppenheim,
- 1904 an den Gutsbesitzer Leo von Ubisch
- 1906 an Baron Dietrich von Klitzing.

Der neue Besitzer, Baron von Klitzing, wollte in Wenigenlupnitz eine ertragreiche Gutswirtschaft aufbauen, er ließ westlich der Ortslage ein kleines Wasserkraftwerk errichten und versorgte auch die beiden Lupnitz-Dörfer mit Elektrischem Strom, die an das Gut angrenzenden Grundstücke wurden aufgekauft und durch Neubauten ersetzt, der Straßenverlauf zum Schloss und nach Melborn wurde begradigt, wobei Teile des von Hermann Jäger gestalteten Parks geopfert wurden. Ein Gehölz wurde auf der Wiese östlich vom Schloss angepflanzt und mehrere Maschinen für die Landarbeit beschafft. Mit Klitzings Hilfe wurde auch die Mühle beim Schloss technisch modernisiert.
Um 1918 übernahm Baron von Helldorf den klitzingschen Besitz.
Baron Helldorf leitete umfangreiche Baumaßnahmen am Schloss und an den Wirtschaftsgebäuden ein. Dazu gehörten der Umbau des Tores mit Eingang zum Gutshof. Die Mauer mit dem im gotischen Stil gestalteten Westtor des Schlosses wurde mit dem Fachwerkgeschoss überbaut. In den 1920er Jahren beeinflussten Wirtschaftskrise und Inflation auch das Leben im ländlichen Raum. Das Rittergut führte mit staatlicher Hilfe Arbeiten zur Entwässerung der nördlich gelegenen Flurstücke durch und beschäftigte bis zu 100 Arbeitslose aus Eisenach und den umliegenden Ortschaften.
Ab 1927 übergab der Baron zwei Verwaltern die Verantwortung für das Rittergutes. Baron Helldorf übernahm dann eine Bürgschaft für seinen Neffen, Wolf Heinrich Graf von Helldorf, Polizeipräsident von Berlin, der sich hoch verschuldet hatte. Mit Hypotheken und Waldverkäufen versuchte man der Wirtschaftskrise zu trotzen. Schließlich trugen auch politische Zwänge dazu bei, dass Baron von Helldorf mit seiner Familie Wenigenlupnitz verlassen musste, er war bereits hoch verschuldet und doch ohne Verpflichtungen gegenüber der Gemeinde.
Nächster Besitzer wurde Hans Tölke aus Quedlinburg. Es gelang ihm die durch Hypotheken belasteten Gebäude und Ländereien zurückzuerwerben und auch Arbeitsbeschaffungsmaßnahmen für die Dorfbevölkerung bereitzustellen. Teile des Kindel-Gutes wurden vom Militär als Truppenübungsplatz übernommen. Tölke übersiedelte um 1939 nach Bayern und verkaufte das Rittergut mit dem Schloss am 7. Dezember 1938 an den Besitzer der Eisenacher Öhlmühle Walter Natz, der das Schloss 1941 an die Stadt Berlin veräußerte. Am 3. April 1945 wurde Wenigenlupnitz von den Amerikanern eingenommen, die Schäden an den Guts- und Schlossgebäuden waren gering. Das Rittergut wurde 1945 auf der Grundlage des Thüringischen Gesetzes über die Durchführung der Bodenreform vom 10. September 1945 entschädigungslos enteignet.